# Добруджанска чета „Дочо Михайлов“
Добруджанска чета „Дочо Михайлов“ е подразделение на Десета Варненска въстаническа оперативна зона на НОВА по време на партизанското движение в България (1941-1944). Действащо в Добруджа.
Добруджанската чета „Дочо Михайлов“ е създадена през юни 1944 г. Действа в района северно от гр. Добрич. Командир на четата е Курти Панайотов, който участва в общото ръководство на бойните сили в Добруджа. 
На 2 септември 1944 г. овладява с. Божурово. Съсредоточава се на 7 септември до българо-румънската граница в района на с. Загорци - с. Зимница. До 12 септември участва в осигуряване преминаването през границата на Червената армия..